# Королевская артиллерия
Королевская артиллерия (англ. Royal Artillery / RA), также известная как Королевский полк артиллерии (англ. Royal Regiment of Artillery) или Канониры (англ. The Gunners) — род войск Британской армии, британская артиллерия. Состоит из 13 полков регулярной армии,  отряда Его Величества королевской конной артиллерии и 5 полков Армейского резерва.
Наименование «полк» является традиционным и уходит своими корнями в британскую историю, поэтому оно сохраняется со временем вне зависимости от численности подразделения и его состава. По количеству полков, входящих в состав, Королевский полк артиллерии примерно равен корпусу. Включает в свой состав Почётную артиллерийскую роту — старейший действующий полк Британской армии — и гвардейское церемониальное подразделение.

## История
Первое упоминание об использовании артиллерии англичанами восходит к битве при Креси 1346 года, в которой использование пушек вкупе с новой тактикой обеспечило победу англичан над французским войском. Так, в отчётах Личного Гардероба Короля (часть Департамента Королевской палаты Англии), составленных при подготовке к битве между 1345 и 1346 годами упомянуты «рибальды» (англ. ribaldis) или «рибодекины» (фр. ribaudekin) — маленькие кувшинообразные пушки, стрелявшие небольшими арбалетными стрелами или картечью. Использование рибальдов против генуэзских арбалетчиков и французской рыцарской кавалерии оказалось достаточно эффективным. Подобные орудия применялись при осаде Кале, а в 1380-е годы их впервые установили на колёса.
В дальнейшем артиллерийские подразделения английской армии формировались только на время определённых кампаний и распускались в мирное время. Личный состав в артиллерию набирался из гарнизона Тауэра, штаба снабжения армии или из команд канониров, служивших в фортах и крепостях по всей Британии. При короле Генрихе VIII артиллерия стала полу-профессиональным войском, но окончательное признание к ней пришло только в 1716 году. 26 мая 1716 года указом короля Георга I были сформированы две регулярные роты полевой артиллерии численностью 100 человек в каждой, их гарнизон был образован в Вулидже. В 1720 году было введено наименование «Королевская артиллерия» (англ. Royal Artillery) и английское сокращение «RA». 1 апреля 1722 года число рот выросло до четырёх, и их объединили с отдельными артиллерийскими ротами на Гибралтаре и Минорке в Королевский полк артиллерии, командиром которого был назначен полковник Альберт Боргард.
В 1741 году в Вулидже в Королевском арсенале была образована Королевская военная академия для подготовки личного состава Королевской артиллерии и Королевских инженеров (в основном сапёров), появилась учебная артиллерийская рота. К 1757 году в состав полка вошли уже 24 регулярные роты, объединённые в два батальона. В 1748 году были образованы артиллерийские подразделения Бенгальского, Мадрасского и Бомбейского президентства. В 1756 году был образован Королевский ирландский полк артиллерии, в 1762 году — Оркестр Королевской артиллерии в Миндене, существующий и по сей день. К 1771 году существовали 32 роты, объединённые в 4 батальона, и две инвалидные роты из лиц, не пригодных к основной воинской службе и нёсших службу в гарнизонах. В 1782 году штабом полка стали Казармы королевской артиллерии в Вулидже.
В январе 1793 года были образованы два отряда Королевской конной артиллерии для обеспечения огневой поддержки кавалерии, в ноябре появились ещё два отряда. Личный состав передвигался на лошадях. В 1801 году полк Королевской ирландской артиллерии был расформирован, личный состав был распределён по всей Королевской артиллерии, а в 1805 году ближе к Казармам была перенесена и Королевская военная академия. В 1819 году в собственность полка была предоставлена Ротонда по распоряжению принца-регента в знак окончания Наполеоновских войн: изначально ей построили в Сент-Джеймс-Парке, где в 1814 году принц-регент встречался с представителями коалиции в 1814 году). В 1832 году девизом полка стала латинская фраза «Ubique Quo Fas Et Gloria Ducunt» (с лат. — «Повсюду ведомые правом и славой»): девиз показывал, что полк участвовал во всех крупных и малых войнах и вооружённых конфликтах, в которые была вовлечена Британская армия.
До 1855 года полк находился под контролем Совета по снабжению, а после его расформирования перешёл под управление Военного министерства, как и вся Британская армия. В 1859 году в Шубёрринессе (Эссекс) была открыта Артиллерийская школа, а в 1862 году в состав полка вошла артиллерия Британской Ост-Индской компании, насчитывавшая 21 батарею конной артиллерии и 48 батарей полевой артиллерии. Таким образом, численность Королевского полка артиллерии составляла 29 конных батарей, 73 полевых батареи и 88 тяжёлых батарей. 1 июля 1899 года Королевская артиллерия была разделена на три группы: Королевская конная артиллерия (21 батарея) и Королевская полевая артиллерия (95 батарей); Королевская гарнизонная артиллерия (91 рота), включавшая батареи береговой обороны, горные, осадные и тяжёлые батареи; собственно Королевская артиллерия, отвечавшая за хранение боеприпасов и снабжение. Каждой группе присваивались свои инициалы, изображавшиеся на металлических наплечниках (R.A., R.F.A., R.H.A., or R.G.A.). Солдаты Королевской конной артиллерии и Королевской полевой артиллерии носили ту же униформу, что и кавалеристы, а солдаты Королевской гарнизонной артиллерии — пехотную униформу.
Во время Первой мировой войны британская артиллерия составляла 17967 батарей, объединённых в более чем 400 бригад. После завершения Первой мировой войны в 1920 году было учреждено звание бомбардира (англ. Bombardier) в Королевской артиллерии, а в 1924 году все три группы снова восстановили в единое целое, сохранив историческое название «Королевский полк артиллерии». С 1938 года бригады Королевской артиллерии снова стали называться полками. К личному составу артиллерии тогда предъявлялись следующие требования: рост не менее 163 см для рекрутов и 173 см для военнослужащих механизированных частей. Срок службы составлял 12 лет: 6 лет в основных частях и 6 лет в резерве либо же 4 года в основных частях и 8 лет в резерве. Обучение проходило на полигоне в Вулидже. Во время Второй мировой войны британская артиллерия составляла более чем 960 полков, где служили более 1 млн. человек. В 1947 году текущее имя получил отряд Его Величества королевской конной артиллерии (его сохранила королева Елизавета II собственным решением в память об отце), а с 1951 года командир полка стал носить звание генерал-капитана. К концу Холодной войны в распоряжении полка оставалось 14 регулярных полков и 7 полков Территориальной армии.
В 2003 году штаб-квартира Королевского полка артиллерии переместилась в Ларкхилл на Солсберийскую равнину в Уилтшире, где находилась с 1915 года Королевская артиллерийская школа. В 2007 году последние части покинули Королевские казармы артиллерии в Вулидже, однако в 2012 году туда вернулся отряд Его Величества королевской конной артиллерии из деревянных казарм Сент-Джонс. Ныне Королевская конная артиллерия, у которой свои традиции, униформы и знаки отличия, поддерживает некую связь с Королевским полком артиллерии. По старшинству Королевский полк артиллерии находится ниже Королевского бронетанкового корпуса и выше Корпуса королевских инженеров, вследствие чего выходит на парадах после танкистов и перед инженерными частями (Королевская конная артиллерия при этом может выходить первой на парадах, если везёт собственные орудия).
В соответствии с планом реорганизации структуры британской армии Армия 2020, наличные полки королевской артиллерии сведены в 1-ю артиллерийскую бригаду.

## Текущее состояние
В распоряжении Королевской артиллерии находится широкий ассортимент орудий, боеприпасов и прочего боевого снаряжения. Артиллерия выполняет следующие роли в армии:
- Разведка и обнаружение целей, а также управление беспилотными летательными аппаратами
- Артиллерийская поддержка воздушно-десантных войск и подразделений специального назначения
- Использование самоходной артиллерии для огневой поддержки
- Применение реактивных систем залпового огня
- Обеспечение противовоздушной обороны

Покровителем полка является королева Елизавета II, имеющая звание генерал-капитана полка (звание впервые ввёл король Георг VI). Командует полком мастер-канонир Сент-Джеймсского парка. В составе полка есть регулярные и резервные части, а батареи могут переходить часто из одного полка в другой.

## Полки королевской конной артиллерии

### Гвардейские полки
Отряд Его Величества королевской конной артиллерии (англ. King's Troop Royal Horse Artillery) — церемониальные войска, оснащены 13-фунтовыми пушками для салютного залпа. Штаб — гарнизон Вулидж, Лондон.

### Армейские полки
- 1-й полк королевской конной артиллерии (англ. 1st Regiment Royal Horse Artillery) — оснащён САУ AS-90 и РСЗО M270. Штаб — казармы Ассейе, Тидуорт. В 2019 году полк перебрался в Ларкхилл.
- 3-й полк королевской конной артиллерии (англ. 3rd Regiment Royal Horse Artillery), также известный как Ливерпульские и манчестерские канониры (англ. Liverpool and Manchester Gunners) — оснащён 105-мм пушками L118. Штаб — казармы Элбемарл, около Ньюкасла.
- 7-й парашютный полк королевской конной артиллерии (англ. 7th Parachute Regiment Royal Horse Artillery), также известный как Канониры воздушно-десантных войск (англ. Airborne Gunners) — оснащён 105-мм пушками L118. Часть 16-й десантно-штурмовой бригады из Колчестера.

## Полки королевской артиллерии

### Регулярная армия
- 4-й полк королевской артиллерии[англ.] (англ. 4th Regiment Royal Artillery), также известный как Северо-восточные канониры (англ. North East Gunners) — оснащён 105-мм пушками L118. Штаб — казармы Аланбрук, Топклифф, Северный Йоркшир.
- 5-й полк королевской артиллерии (англ. 5th Regiment Royal Artillery), также известный как Северные, восточные и западные йоркширские канониры (англ. North, East & West Yorkshire Gunners) — оснащён установками обнаружения целей. Штаб — казармы Марн, Каттерик, Северный Йоркшир. С 2018/2019 годов будет базироваться в Ларкхилле.
- 12-й полк королевской артиллерии (англ. 12th Regiment Royal Artillery), также известный как Ланкаширские и камбрийские канониры (англ. Lancashire and Cumbrian Gunners) — полк противовоздушной обороны. Оснащён ПЗРК «Старстрик». Штаб — казармы Бейкер, остров Торни.
- 14-й полк королевской артиллерии (англ. 14th Regiment Royal Artillery) — учебный полк. Штаб — казармы Стирлинг, Ларкхилл.
- 16-й полк королевской артиллерии[англ.] (англ. 16th Regiment Royal Artillery), также известный как Лондонские и кентские канониры (англ. London and Kent Gunners) — полк противовоздушной обороны. До 2022 года был оснащён ЗРК «Рапира», затем они были заменены на ЗРК «Sky Sabre»[14]. Штаб — казармы Бейкер, остров Торни.
- 19-й полк королевской артиллерии (англ. 19th Regiment Royal Artillery), также известный как Хайлендские канониры (англ. Highland Gunners) — оснащён САУ AS-90 и РСЗО M270. Штаб — казармы Ассейе, Тидуорт. В 2019 году полк перебрался в Ларкхилл.
- 26-й полк королевской артиллерии (англ. 26th Regiment Royal Artillery), также известный как Западно-Мидлендские канониры (англ. West Midland Gunners) — оснащён САУ AS-90 и РСЗО M270. Штаб — казармы Мансер, Гютерсло, Германия. В 2019 году полк перебрался в Ларкхилл.
- 29-й диверсионно-десантный полк королевской артиллерии[англ.] (англ. 29th Commando Regiment Royal Artillery), также известный как Канониры-коммандос (англ. ommando Gunners) — оснащён 105-мм пушками L118. Часть 3-й бригады специального назначения КМП. Большая часть батарей находится в Королевской цитадели в Плимуте, 148-я Мейктильская батарея находится на базе ВМС Пул, 7-я батарея «Сфинкс» на базе Королевской морской пехоты «Кондор» в Арброте.
- 32-й полк королевской артиллерии[англ.] (англ. 32th Regiment Royal Artillery), также известный как Уэссекские канониры (англ. Wessex Gunners) — оснащён беспилотниками. Штаб — казармы Робертс, Ларкхилл. В 2021 году ожидается расформирование полка[15].
- 47-й полк королевской артиллерии[англ.] (англ. 47th Regiment Royal Artillery), также известный как Гэмпширские и сассекские канониры (англ. Hampshire and Sussex Gunners) — оснащён беспилотниками типа Thales Watchkeeper WK450[англ.]. Штаб — казармы Хорн, Ларкхилл.

### Территориальная армия
- 101-й Нортумбрийский полк королевской артиллерии (англ. 101st Regiment Royal Artillery) — оснащён РСЗО M270.
- 103-й полк ланкаширских добровольцев королевской артиллерии[англ.] (англ. 103rd Regiment Royal Artillery) — полк полевой артиллерии, в его состав входит оркестр.
- 104-й полк королевской артиллерии[англ.] (англ. 104th Regiment Royal Artillery) — оснащён 105-мм пушками L118[16]
- 105-й полк королевской артиллерии (англ. 105th Regiment Royal Artillery), известен под прозвищем «Шотландские и ольстерские канониры» (англ. Scottish & Ulster Gunners) — оснащён 105-мм пушками L118
- 106-й йоменский полк королевской артиллерии[англ.] (англ. 106th Regiment Royal Artillery) — полк противовоздушной обороны.

## Вооружение и военная техника
| Иллюстрация                      | Тип                                                    | Производство                     | Назначение                                       | На вооружении                                                                             |                                  |
| Системы противовоздушной обороны | Системы противовоздушной обороны                       | Системы противовоздушной обороны | Системы противовоздушной обороны                 | Системы противовоздушной обороны                                                          | Системы противовоздушной обороны |
| -------------------------------- | ------------------------------------------------------ | -------------------------------- | ------------------------------------------------ | ----------------------------------------------------------------------------------------- | -------------------------------- |
|                                  | Rapier FSC                                             | Великобритания                   | ЗРК малой дальности                              | 16-й полк                                                                                 |                                  |
|                                  | Starstreak HVM                                         | Великобритания                   | ЗРК малой дальности                              | 12-й и 106-й полки                                                                        |                                  |
| Артиллерийские системы           |                                                        |                                  |                                                  |                                                                                           |                                  |
|                                  | M270 MLRS                                              | США                              | РСЗО (дальность 85 км)                           | 1-й конный, 19-й, 26-й полки (в планах — только 26-й)                                     |                                  |
|                                  | AS90                                                   | Великобритания                   | 155-мм САУ                                       | 1-й конный, 19-й, 26-й полки                                                              |                                  |
|                                  | L118 Light Gun                                         | Великобритания                   | буксируемая 105-мм гаубица                       | 3-й конный, 4-й, 7-й парашютный конный, 29-й диверсионный, 103-й, 104-й и 105-й резервные |                                  |
|                                  | Spike NLOS                                             | Израиль                          | ПТРК                                             | 1-й конный, 19-й, 26-й полки (в планах — только 26-й)                                     |                                  |
| Системы артиллерийской разведки  |                                                        |                                  |                                                  |                                                                                           |                                  |
|                                  | ARTHUR (Mobile Artillery Monitoring Battlefield Radar) | Великобритания                   | мобильный артиллерийский радар (радиус до 40 км) | 5-й полк                                                                                  |                                  |
|                                  | ASP (Advanced Sound-ranging Program)                   | Великобритания                   | акустическая треугольная система                 | 5-й и 101-й полки                                                                         |                                  |
|                                  | BASE ISTAR                                             | Великобритания                   | система телескопических камер                    | 5-й полк                                                                                  |                                  |
|                                  | Thales Watchkeeper WK450                               | Великобритания                   | БПЛА                                             | 47-й полк                                                                                 |                                  |
|                                  | Desert Hawk III                                        | США                              | разведывательный БПЛА                            | 32-й полк                                                                                 |                                  |
| Церемониальное оружие            |                                                        |                                  |                                                  |                                                                                           |                                  |
|                                  | 13-фунтовая скорострельная пушка                       | Великобритания                   | салютное орудие                                  | Отряд Его Величества королевской конной артиллерии                                        |                                  |

## Дружественные подразделения
- Королевский полк канадской артиллерии
- Королевский полк австралийской артиллерии[англ.]
- Королевский полк новозеландской артиллерии[англ.]
- Полк артиллерии Индии[англ.]
- Полк артиллерии Пакистана
- Артиллерия Шри-Ланки
- Сингапурская добровольческая артиллерия[англ.]
- Вооружённые силы Мальты
- Королевский артиллерийский полк Малайзии[англ.]
- Королевский гибралтарский полк[англ.]
- Артиллерийское формирование Армии ЮАР